# 滑鱉
滑鱉（英語：smooth softshell turtle，學名：Apalone mutica），又可稱為美國鱉，是滑鱉屬下的一個種，原生於北美洲。其分佈大致於刺鱉同域，但更倾向栖息于较大的水体中。

## 習性
滑鱉背殼是褐色或橄欖綠色的，上有深色斑點。雌性長度約18—35.6（7.1—14.0英寸），雄性約12.5—17.8（4.9—7.0英寸）。
五月至七月間，雌性滑鱉會在水邊沙地產下3至28枚卵。